# Eurodryas catherini
Eurodryas catherini är en fjärilsart som beskrevs av Le Charles 1924. Eurodryas catherini ingår i släktet Eurodryas och familjen praktfjärilar. Inga underarter finns listade i Catalogue of Life.